# Eros y Psique (Gérard)
Eros y Psique, también conocida como Psique recibiendo el primer beso de Cupido, es una pintura al óleo realizada por François Gérard en 1798. Se expone en el Museo del Louvre de París con número de inventario 4739.
La joven princesa Psique es sorprendida por el primer beso de Cupido, o el Amor, que es invisible para ella. El mito antiguo que aquí se cuenta es una historia de amor pero también una alegoría metafísica: Psique es la personificación del alma humana. La obra pintada por Gérard, que había sido alumno de Jacques-Louis David, atestigua la evolución del neoclasicismo hacia la expresión de la sensualidad y hacia una cierta abstracción formal.
La relación entre Cupido y Psique se inspira en su presentación en Las metamorfosis de Apuleyo, y fue un tema que apreciaron los artistas neoclásicos, pintores, escultores y literatos. Los gestos de Eros, dios del Amor, son medidos, carentes de pasión y entrega. Las líneas del cuerpo reflejan la atención que se concede a la anatomía. La expresión de Psique denota una relajación serena pero distante, como esforzándose en ocultar sus sentimientos. La capacidad del artista se aprecia en la transparencia del vaporoso paño que cubre las piernas de la joven.